# Venusia lilacina
Venusia lilacina är en fjärilsart som beskrevs av W. Warren 1893. Venusia lilacina ingår i släktet Venusia och familjen mätare. Inga underarter finns listade i Catalogue of Life.